# Moneglia
Moneglia (en ligur Munéga o  Monegia) és un comune italià, situat a la regió de la Ligúria i a la ciutat metropolitana de Gènova. El 2011 tenia 2.861 habitants.

## Geografia
El comune de Moneglia es troba a la Riviera del Llevant, a l'est de Gènova i és el més oriental de la província. Es troba a uns 30 km de La Spezia. Té una superfície de 15,61 km² i les frazioni de Bracco, Casale, Camposoprano, Comeglio, Crova, Facciù, Lemeglio, Littorno, San Lorenzo, San Saturnino i Tessi. Limita amb les comunes de Casarza Ligure, Castiglione Chiavarese, Deiva Marina i Sestri Levante.

## Fills il·lustres
- Luca Cambiaso, pintor del Renaixement
- Giovanna Battista Solimani, fundadora de l'Orde de les Monges Eremites de Sant Joan a Moneglia el 1730
- Felice Romani, poeta, llibretista i professor de literatura i mitologia

## Ciutats agermanades
- Engen, Alemanya, des del 2009[4]